# Sint-Theodarduskerk (Bogaarden)

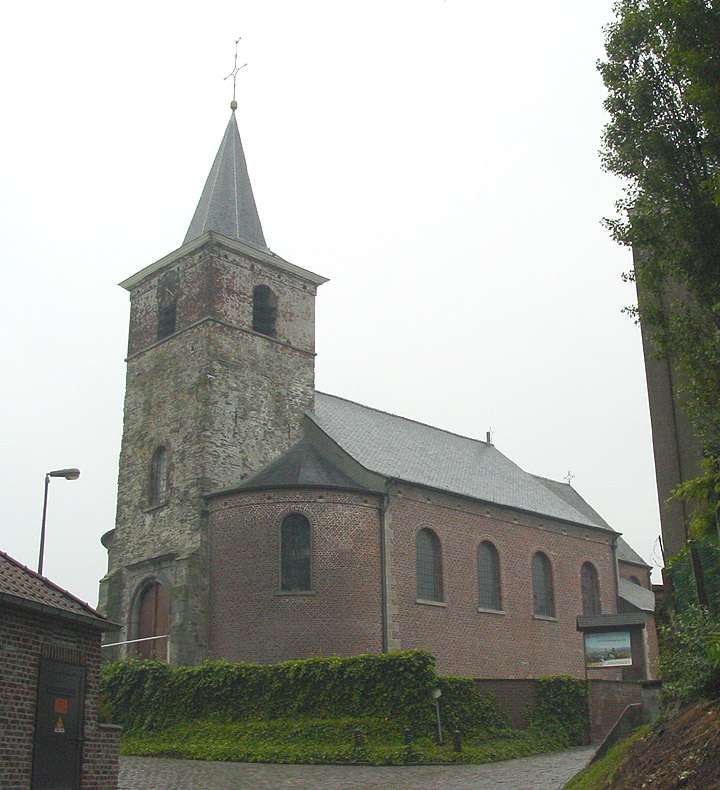
Sint-Theodarduskerk

De Sint-Theodarduskerk is de parochiekerk van de tot de Vlaams-Brabantse gemeente Pepingen behorende plaats Bogaarden, gelegen aan de Ring.

## Gebouw
De kerk heeft een voorgebouwde toren die ingeklemd is tussen enkele bijgebouwen. Deze romaanse toren stamt uit de 11e eeuw en is opgetrokken uit groenachtige breuksteen die in de streek gewonnen is. De bovenste geleding in baksteen werd begin 19e eeuw toegevoegd. Het westportaal is van 1750.
Het driebeukig kerkschip en de bijgebouwen van 1838, uitgevoerd in baksteen, zijn in neoclassicistische stijl. De vensters zijn rondbogig.
In 1927 werden het koor en de sacristieën gebouwd, eveneens in baksteen.

## Interieur
Het middenschip wordt overkluisd door een bepleisterd tongewelf.
De kerk bezit een preekstoel van 1762 in Lodewijk XV-stijl.
Twee heiligenbeelden, van Sint-Eligius en van Sint-Theobaldus stammen uit begin 16e eeuw respectievelijk de 17e eeuw. Theobaldus is vermoedelijk een vergissing en bedoeld werd: Theodardus.